# Dentiraja cerva
Dentiraja cerva is een vissensoort uit de familie van de Rajidae. De wetenschappelijke naam van de soort is voor het eerst geldig gepubliceerd in 1939 door Whitley als Raja cerva.